# Michałów (Ostrowiec)
Pour les articles homonymes, voir Michałów.
Michałów est une localité polonaise de la gmina de Bałtów, située dans le powiat d'Ostrowiec en voïvodie de Sainte-Croix.